# Phi vụ cuối cùng
Phi vụ cuối cùng (tiếng Anh: The Adventurers, tiếng Trung: 俠盜聯盟) là một bộ phim điện ảnh thuộc thể loại hành động – tội phạm – phiêu lưu công chiếu năm 2017 được ba nước Hồng Kông, Trung Quốc và Cộng hòa Séc hợp tác sản xuất. Do Phùng Đức Luân viết kịch bản, đạo diễn và đồng sản xuất, với sự tham gia diễn xuất của các diễn viên gồm Lưu Đức Hoa, Thư Kỳ, Trương Tịnh Sơ, Dương Hựu Ninh và Jean Reno, bộ phim theo chân tên trộm khét tiếng Trương Đan hợp tác với những cộng sự của mình để thực hiện phi vụ đắt giá bất chấp sự truy lùng gắt gao đến từ Pierre Bissette, thám tử người Pháp đã truy bắt anh suốt nhiều năm qua.
Phi vụ cuối cùng có buổi công chiếu vào ngày 11 tháng 8 năm 2017 tại ba nước Đài Loan, Trung Quốc và Việt Nam, cũng như tại Hồng Kông vào ngày 24 tháng 8 cùng năm. Bộ phim nhận về những ý kiến trái chiều từ giới chuyên môn và thu về 37,38 triệu USD so với kinh phí 150 triệu RMB.